# Дикий Схід
«Дикий Схід» — постапокаліптичний істерн з елементами бойовика, знятий Рашидом Нугмановим у 1993 році.

## Сюжет
Циркова династія ліліпутів «Діти Сонця», що мешкає в пустелі, зазнає постійних нападів місцевої банди байкерів, які регулярно збирають з них данину. Одного разу в ліліпутів не знаходиться грошей, щоб розплатитися за спокійне життя, все пішло на зерно для посіву, яке вони віддавати не хочуть — бо інакше вони всі помруть голодною смертю. Бандити наполегливо вимагають данину в короткий термін. Після чого вбивають ліліпута, який спробував їм заперечити. «Дітям Сонця» набридає терпіти ці муки і вони вирішують зібрати всі гроші, що залишилися, заплативши тому, хто зможе їх захистити. Двоє з ліліпутів вирушають на пошуки цієї людини і знаходять Мандрівника, який після умовлянь погоджується допомогти і збирає вельми екзотичну команду найманців, до якої входять: комерсант-утримувач притону Хрещений, вічно п'яний Бітник і молода дівчина зі старовинним автомобілем ЗіС Мерилін. По дорозі він також підбирає мотоцикліста-трюкача і волоцюгу-монгола з його птахом. На наступний ранок Мандрівник помічає в лісі військового Івана Тайгу, який зразу ж зникає.
Приїхавши, команда вирішує трохи облаштуватися на місці. Бітник навіть увів у ліліпутів «сухий закон», наказавши всім зібрати алкоголь біля клубу. Байкери вчергове зазирають до ліліпутів і зустрічають найманців. Зустріч перериває Іван Тайга, відкривши вогонь по байкерах, внаслідок чого двох убито, а решта були змушені відступати. Ліліпути знімають Івана зі скелі, зв'язують і кладуть у підвал. Мандрівник вирішує поїхати в притулок байкерів, де його через деякий час ловлять байкери і відводять до ватажка, Черепа. Череп, побачивши Мандрівника в обличчя, не відчув небезпеки і прийняв як гостя, пригостивши пивом. Мандрівник дарує Черепу АКС-74 з підствольним гранатаметом ГП-25 і просить залишити Дітей Сонця в спокої, а також віддати їм артефакт Кіготь Ягуара. А за двох загиблих пропонує влаштувати «бої на ножах», на що Череп погоджується. Мандрівник приїжджає назад у поселення ліліпутів і заспокоює Івана, який раптово розбушувався.
На наступний день Мандрівник і команда вирушають у долину смерті, де повинен відбутися бій на ножах. Хоча далеко не всі розуміють, навіщо вони приїхали, вони чекають кілька годин. Іона каже, що існує об'їзна дорога, і Мандрівник розуміє, що їх обдурили. Приїхавши назад, вони помічають, що поселення окуповане байкерами. Байкери, дізнавшись, що військовополонений Іван втік, зляться і наказують найманцям забратися подалі, забравши зброю і ЗіС Мерилін. Найманці йдуть по порожній дорозі, зненацька їх наздоганяє байкер і віддає їм мішок з їхньою зброєю. В мішку виявляється Кіготь Ягуара і фотографія, з зображенням серця, простромленого стрілою. Мандрівник вирішує повернутися назад, а разом з ним і Мерилін, вирішивши повернути свій лімузин. Трохи пізніше повертаються Хрещений з Бітником. Прийшовши назад, найманці дізнаються, що ліліпутам наказали залишити це місце, інакше всіх уб'ють. Птицю Монгола розчленовують. Найманці віддають Іоні Кіготь Ягуара і йдуть нагору. Ліліпути розуміють, що в іншому місці також будуть бандити, тому вирішують залишитися.
Найманці починають навчати ліліпутів оборонятися, бо байкери зовсім скоро нападуть. Мандрівник показує Іоні тактику Командира, де командира треба атакувати тоді, коли він наздоганяє супротивників. Не дивлячись на те, що тренування йде досить мляво через відсутність досвіду у ліліпутів битися, Мандрівник думає про позитив. Найманці помічають двох байкерів-шпигунів, одного з них зв'язують і приводять до клубу. Мандрівник малює на його лобі той самий малюнок, серце, простромлене стрілою, і відпускає (хоча і зв'язаним). Від шпигуна вони дізнаються, що Череп у від'їзді. Поки інші найманці вирішують залишитися і зміцнити оборону, Бітник вирішує навідатися до них. Саме в цей момент вони виїжджають з притулку. Бітнику вдається підірвати притулок, але його вбивають…
Наступного ранку люди Черепа і Фашиста починають штурмувати поселення ліліпутів. Хоч оборона спочатку проходить успішно, але з появою Івана ліліпути ховаються в будинках. Байкерам і людям Фашиста вдалося прорватися в центр. В ході битви гинуть Хрещений, Мерилін і Трюкач, Монгол відбувся деякими переломами. Іван Тайга викликав на себе групу байкерів, які почали його бити. Він висмикнув чеку гранати і підірвав не тільки себе, ще й групу людей. Люди Черепа і Фашиста вимушено відступають. Останній в гніві вішає на Черепа борг у вигляді вантажівки, підбитої ліліпутами під час штурму. Перед смертю Мерилін просить продати її лімузин, якщо вони його отримають, і купити на виручені гроші зерна і трактор. А Хрещений встигає закурити через дуло пістолета.
Мандрівник приїжджає в розгромлений притулок, серед безладу він по черзі зауважує мішені, підготовлені людьми Черепа. На них Мандрівник витрачає всі патрони. З'являється Череп, який хвалить влучність Мандрівника і пропонує зіграти у гру: він заряджає у Маузер один патрон, кидає на підлогу, маскується під смерть з косою і встає в позу з такими ж «смертями» манекенами. Череп видає гул, щоб Мандрівник точно вгадав. Той, скурив пару сигарет разом, бере пістолет і намагається вгадати, де Череп. Раптово з'являється Іона, який нагадав йому про тактику Командира. Мандрівник кидає пістолет і біжить геть, Череп біжить з косою за ним. Іона кидає в руки Мандрівникові Кіготь Ягуара, а той кинув Кіготь Ягуара в Черепа, потрапивши в горло. Люди Черепа, побачивши мертвого Черепа, віддають Мандрівникові лімузин ЗіС, натомість забирають Кіготь Ягуара.
Настала зима. Ліліпути виконали останню обіцянку Мерилін: вони купили зерно і трактор. Мандрівник, вирішивши, що зробив свою справу, вирішує піти. В інший бік йде монгол, а в своє поселення йде Іона.

## Створення
Ідею фільму Рашиду Нугманову запропонував Віктор Цой. Первісна назва фільму була «Діти Сонця». За основу сценарію, написаного за місяць, було взято фільми «<Сім самураїв» і «Чудова сімка». У головних ролях повинні були знятися Віктор Цой та інші музиканти групи «Кіно».
21 серпня 1990 року повинна була відбутися зустріч Віктора Цоя з Рашидом Нугмановим на Мосфільмі в студії Сергія Соловйова «Круг», на якій передбачалося обговорити всі подробиці майбутнього фільмування. Але 15 серпня Віктор Цой загинув в автокатастрофі і знімання фільму було припинено.
Влітку 1991 року брат Рашида Нугманова — оператор і продюсер Мурат Нугманов спільно з інвесторами переконали його відновити виробництво фільму. 1 вересня 1991 року було розпочато знімання. Назву «Діти Сонця» було вирішено змінити на «Дикий Схід». Стилістику фільму з іронічного трилера було змінено на глумливий вестерн, а місце дії перенесено з вулиць та околиць Ленінграда на південний берег Іссик-Куля. У ролях задіяли музикантів пітерської групи «Об'єкт глузувань» і трупу ліліпутів.
Знімання проходили восени і взимку в Киргизії і навесні в Алма-Аті. У грудні 1992 року виробництво фільму було завершено, проте повністю він так і не був закінчений. Прем'єра відбулася 6 березня 1993 року. Фільм існує в чорновому монтажі і монофонічному перезапису — в такому вигляді він і пройшов по фестивалях. У російському прокаті фільм не виходив.
|  | Ми закінчили "Дикий Схід" у 1993 році. На той час прокат був абсолютно розвалений. Нічого спільного з ситуацією 1989 року вже не було. В кінотеатрах або торгували ширвжитком, або працювали другосортні ресторани. У тих небагатьох, де ще показували кіно, - йшли дешеві піратські копії американських фільмів. Російські фільми тоді було крутити ніде. Так що прокату «Дикого Сходу» просто не було як такого ... |

Фільм офіційно не видавався на VHS і DVD. У 90-ті роки неодноразово транслювався на телебаченні (зокрема на телеканалах НТВ і П'ятий канал). В інтернет-мережі є три загальнодоступні копії фільму, проте всі вони є незавершеними. Одну з них зроблено з піратської VHS касети, що вийшла в Японії після участі фільму в японському фестивалі. Копія має доволі низьку якість і в ній наявні вшиті японські субтитри, а також бракує кількох епізодів. Друга копія є повнішою і має вищу якість, і в ній наявні вшиті англійські субтитри (subtitles: Eleonora Berezovsky, Mary Anne Slavich. SBS Australia 1996). Третя копія не містить вшитих субтитрів але має нижчу якість.
У 2010 році Рашид Нугманов оголосив про свої наміри завершити фільм і випустити його на DVD.

## В ролях
| Актор                | Роль                   |
| -------------------- | ---------------------- |
| Костянтин Федоров    | мандрівник             |
| Олександр Аксьонов   | бітник                 |
| Жанна Ісіна          | Мерилін                |
| Геннадій Шатунов     | Іона                   |
| Костянтин Шамшурін   | Хрещений               |
| Фархад Аманкулов     | Монгол                 |
| Олександр Спорихін   | Іван Тайга             |
| Павло Шпаковський    | старий                 |
| Ярослав Кнізель      | Череп                  |
| Микола Крутов        | Трюкач                 |
| Євген Федоров        | співак у клітці        |
| Кашин Андрій         | головний фашист        |
| Аркадій Шамаєв       | гестапівець            |
| Юрій Клименко        | Будулай                |
| В'ячеслав Чорних     | Череп (фінальна сцена) |
| Роберт Пастухов      | Жуковський             |
| Хальгурат Розабакієв | денщик «Черепа»        |
| Соболєва Людмила     | Маргарита Львівна      |

| Актор              | Роль   |
| ------------------ | ------ |
| Тетяна Васильєва   | карлик |
| Мамука Кереселідзе | карлик |
| Микола Поляков     | карлик |
| Володимир Неволін  | карлик |
| Михайло Теньков    | карлик |
| Стрельченко Галина | карлик |
| Тетяна Павлова     | карлик |
| Юрій Мелещенко     | бандит |
| Дмитро Ковшура     | бандит |
| Олександр Рєпін    | бандит |
| Олександр Баранов  | бандит |
| Єрбол Сатибалдієв  | бандит |
| Олексій Протопопов | бандит |
| В'ячеслав Мединін  | бандит |

| Актор                 | Роль     |
| --------------------- | -------- |
| Олег Ситников         | каскадер |
| Олександр Павловський | каскадер |
| Улдіс Вейспал         | каскадер |
| Олег Лебедєв          | каскадер |
| Микола Вакуленко      | каскадер |

## Знімальна група
| Фінальні титри          | Фінальні титри                                                    |
| ----------------------- | ----------------------------------------------------------------- |
| директори               | Ервін Бреземлер, Анара Кашаганова, Алія Матаєва                   |
| режисери                | Марат Ібраєв, Алія Матаєва                                        |
| асистенти режисера      | Айбек Мападзе, Анвар Райбаєв, Людмила Дубова, Наталія Титоренко   |
| оператори               | Баян Ісаєв, Сергій Безпрозванних                                  |
| асистенти оператора     | Сергій Попов, Сержан Кельдибаєв                                   |
| художники               | Станіслав Соловйов, Костянтин Шамшурін, Петро Костьолов           |
| костюми                 | Людмила Трахтенберг                                               |
| костюмери               | Алла Кошкарьова, Ганна Головіна                                   |
| гример                  | Лідія Ординська                                                   |
| асистент звукооператора | Тимур Жумаканов                                                   |
| бригадир освітлювачів   | Бахтіяр Мусаєв                                                    |
| піротехніки             | Дмитро Павленко, Олександр Короленко, Толмачов Олексій            |
| керівник мотоклубу      | Іван Ярославцев                                                   |
| монтажер                | Хадиша Урмурзіна                                                  |
| асистент монтажера      | Гуліям Кожамбердієва                                              |
| кольороустановка        | Тетяна Масленнікова                                               |
| запис музики            | Сергій Лобанов                                                    |
| музичний редактор       | Айкен Куатбаєва                                                   |
| пісні                   | Євгенія Федорова                                                  |
| адміністратори          | Соболєва Людмила, Сергій Алтанцев, Ніна Волгіна, Жаннат Акімбаєва |
| участь у фінансуванні   | ИЧП ФАЛЕТ, ЦЕНТР ЄВРАЗІЯ                                          |
| виробництво             | Студія Кіно 1993 р.                                               |

## Саундтрек
В оригінальний сценарій фільму було включено «Невеселу пісню» групи «Кіно», — але це було зроблено суто для читачів. Віктор Цой збирався написати спеціально для фільму нові пісні, але не встиг цього зробити. Зі слів Рашида Нугманова у фільм могли увійти пісні «Кукушка» і «Звезда».
Музика до фільму була написана групою «Чотири вітри» (вони ж учасники групи «Об'єкт глузувань»: Євген Федоров, Костянтин Федоров, Олександр Аксьонов). Надалі учасники колективу утворили групу «Tequilajazzz». Спеціально для фільму була написана пісня «Всім спати!». Також у створенні саундтреку брали участь музиканти групи «Пупси».

## Факти
- Роль Віктора Цоя було запропоновано Борису Гребенщикову, але після довгих роздумів він відмовився.
- Іван Тайга з'явився в «Дітях Сонця» з іншого сценарію. В ідеалі, його повинен був зіграти Дольф Лундгрен.
- У початковому сценарному варіанті фільму прототипом зовнішності Мерилін була Мерилін Монро.
- У фільмі простежується схожість з фільмом «Шалений Макс» і є відсилання до фільму «Чапаєв».
- Сцена с курінням гашишу через дуло пістолета була придумана Рашидом Нугмановим під час знімання.
- Рашид Нугманов знявся в ролі Хрещеного в масці, який розмовляв з Мандрівником біля барної стійки. Йому довелося замінити Костянтина Шамшуріна, бо той не зміг бути присутнім на зйомках.
- Трюкача в масці Смерті, що летить на мотоциклі над автомобілем, зіграв професійний дублер.
- Початкові титри фільму були зроблені Рашидом Нугмановим.
- Музикант Ярослав Кнізель, який зіграв у фільмі Черепа, не дограв свою роль до кінця. Після знімань на Іссик-Кулі він поїхав до Пітера, а в Алма-Аті в павільйоні його роль закінчив професійний театральний актор В'ячеслав Чорних. Через декілька місяців після знімань Кнізель покінчив життя самогубством у себе вдома.
- У первинному варіанті сценарію є опис декількох мультиплікаційних вставок. Наприклад із зображенням Віктора Цоя в розрізі, який затягується сигаретним димом, що, проходячи через його легені, виходить назовні через ніс.
- Роль Учителя — майстра бойових мистецтв, була збиральною і передбачалося знайти її виконавця в підготовчий період. Однак в остаточному підсумку її було прибрано з нового сценарію.[10]
- Головні герої їздять на автомобілі ЗіС-кабріолет.